# Cuerpo de Bomberos de Ñuñoa
El Cuerpo de Bomberos de Ñuñoa (CBN) corresponde al Cuerpo de Bomberos de Chile que opera en las comunas de Ñuñoa, La Reina, Macul, Peñalolén y La Florida. Fue fundado el 27 de mayo de 1933. Es el tercer cuerpo de bomberos más grande de Chile, solo superado por el Cuerpo de Bomberos de Santiago y del Cuerpo de Bomberos de Valparaíso.
Actualmente está conformado por 11 compañías que desarrollan diversas labores, como la extinción de incendios, el rescate vehicular y el manejo de materiales peligrosos. 
Cada dos años, y desde 1981, el Cuerpo de Bomberos de Ñuñoa realiza, en homenaje a su fundador, la tradicional Competencia Interna "Comandante Alberto Ried Silva", donde participan las dos Compañías de la especialidad de escalas y, entre las restantes nueve de la especialidad de agua.

## Historia

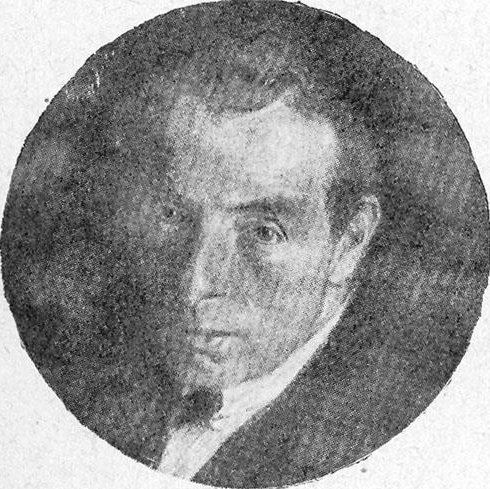
Alberto Ried Silva, fundador del Cuerpo de Bomberos de Ñuñoa

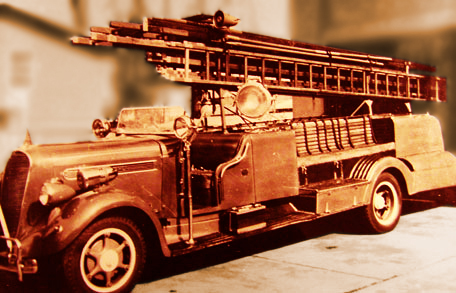
Portaescaleras "Tobalaba" (Studebaker 1939), entre 1941 y 1959 formó parte de la Segunda Compañía, y entre 1959 y 1969 de la Sexta Compañía "Bomba La Reina"

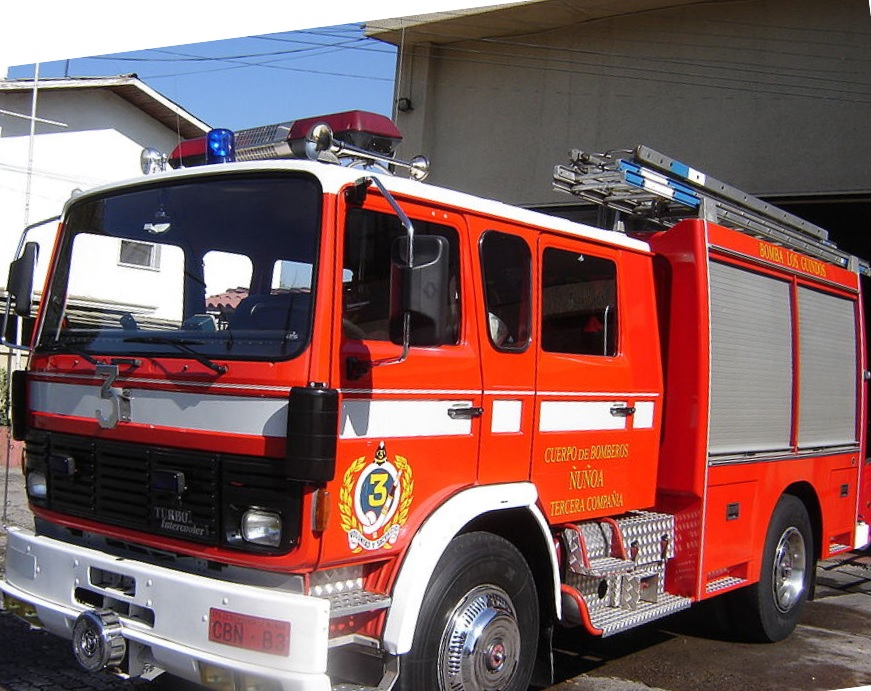
Carro bomba Renault-Camiva Midlum 170, que prestaba servicio en la Tercera Compañía "Los Guindos" del Cuerpo de Bomberos de Ñuñoa entre 1991 y 2008.

Durante los años 1930 la ciudad de Santiago de Chile sufrió un crecimiento explosivo y un gran proceso de urbanización debido a la inmigración campo-ciudad. Los antiguos fundos y campos del sector oriente de la capital empezaron a poblarse, y con ello a urbanizarse la rural comuna de Ñuñoa. Junto con aquello se hizo imperioso la necesidad de una rápida respuesta a emergencias derivadas de incendios. Los carros del Cuerpo de Bomberos de Santiago demoraban mucho desde el centro de la capital en responder a las necesidades del sector oriente de la capital. 
Es por eso que en 1933, un notable voluntario del Cuerpo de Bomberos de Santiago, Alberto Ried Silva junto a otros notables vecinos deciden crear un nuevo Cuerpo de Bomberos en la comuna de Ñuñoa. Así, el 27 de mayo de 1933 en los salones de la Ilustre Municipalidad de Ñuñoa nace el Cuerpo de Bomberos de Ñuñoa.
En los meses posteriores nacen dos compañías, que por lógica razón serán la primera y segunda compañías del nuevo cuerpo. La primera se constituye como compañía de agua y la segunda como de escalas y salvadora de guardia y propiedad (zapadores). 
Posteriormente, y siguiendo el proceso de urbanización de la comuna, en 1943 otro notable vecino y voluntario de la Primera Compañía de Bomberos de Ñuñoa, Don Heberto Valencia decide fundar una nueva compañía en el barrio de Los Guindos donde se emplaza también la Plaza Egaña. Si bien Valencia funda la compañía, es realmente Carlos Arrieta Fernández quien la forma e institucionaliza.
Las compañías que posteriormente se fundaron recibieron un notable apoyo de colonias extranjeras como lo son el caso de la Cuarta Compañía, la cual recibió aportes de la colonia árabe en Chile y la Quinta Compañía "Bomba Israel" la cual fue fundada, y es integrada por colonos de esa nacionalidad presentes en Chile. 
En sus primeros años el Cuerpo usaba uniforme estilo inglés. Posteriormente, y con la modernización de los uniformes y medidas de seguridad, se fue adquiriendo material estadounidense y francés. De igual manera sucedió con el material mayor. 
En 1973, debido a la paupérrima situación financiera del Cuerpo de Bomberos de La Florida el gobierno de  propuso que el Cuerpo de Bomberos de Ñuñoa absorbiera al Cuerpo anteriormente señalado. Así, con el desmembramiento de Ñuñoa en 3 comunas más (La Reina, Peñalolén, Macul) y la absorción de La Florida, el cuerpo empezó a contar, desde aquel momento y hasta ahora, con 11 Compañías y 5 comunas a las cuales sirve.

### Mártires
A pesar de su gran tamaño y antigüedad, el Cuerpo de Bomberos de Ñuñoa solo tiene cuatro mártires, todos de la 2.ª Compañía:
- Silvio Guerrero Mutinelli[2]
- Jorge Batiste Aleu[3]
- Luis Bernardín Orellana[4]
- Jorge Dzazópulos Elgueta[5]

Los tres primeros fallecieron producto de una explosión ocurrida en el transcurso de un incendio en calle "Madreselva". En dicho evento, ocurrido en la madrugada del 14 de diciembre de 1962, recordado por los voluntarios del Cuerpo como "el incendio de Madreselva" o simplemente "Madreselva", provocó la muerte inmediata de los aludidos voluntarios Guerrero Mutinelli y Batiste Aleu. Ambos fueron muertos en circunstancias en las que, controladas las llamas que afectaban a una industria de artículos de calzado, se procedía al trabajo de remoción de escombros, labor propia de las compañías de Escala. Fue esos momentos, una vez pasado el momento que se creía de mayor peligro, en que -probablemente algún pequeño foco de fuego- tomó contacto con combustible líquido ocasionando la explosión. Sucedía que -inadvertidamente- entre las pozas de agua presentes en el lugar del siniestro producto del combate al fuego, se mezclaba con ellas aceite o combustible inflamable proveniente de tambores que se habían derramado en el lugar. Como se dijo, la explosión quitó de inmediato la vida a los mencionados voluntarios de la Segunda Compañía, provocando, además, numerosos heridos de diversas compañías, entre ellos Luis Bernardín. A los pocos meses, tras una larga convalecencia, es que, el 1 de abril de 1963, producto de las heridas causadas por esta misma explosión, fallece Bernardín Orellana.
Casi diez años después del trágico evento de Madreselvas, el 8 de septiembre de 1973, en circunstancias en que la mencionada Compañía era despachada a un llamado de emergencia, a la misma intersección de ocurrido el mencionado incendio -Av. Macul con calle Madreselvas-, fallece Dzazópulos Elgueta. Ello ocurre producto de las heridas ocasionadas por el atropello accidental de la máquina portaescalas de la Compañía, que había sido despachada a la emergencia. Aquello se produce en un confuso incidente en momentos en que el carro recién se disponía a salir de la sala de máquinas.
Cada año durante el mes de julio, se realiza una romería en el monolito ubicado en el Cementerio Israelita de Recoleta, inaugurado por la Quinta Compañía Israel en recuerdo de todos los voluntarios de Bomberos de Chile fallecidos en acto de servicio que profesaron en vida la religión judía.

## Compañías
El Cuerpo de Bomberos de Ñuñoa está conformado por las siguientes compañías:

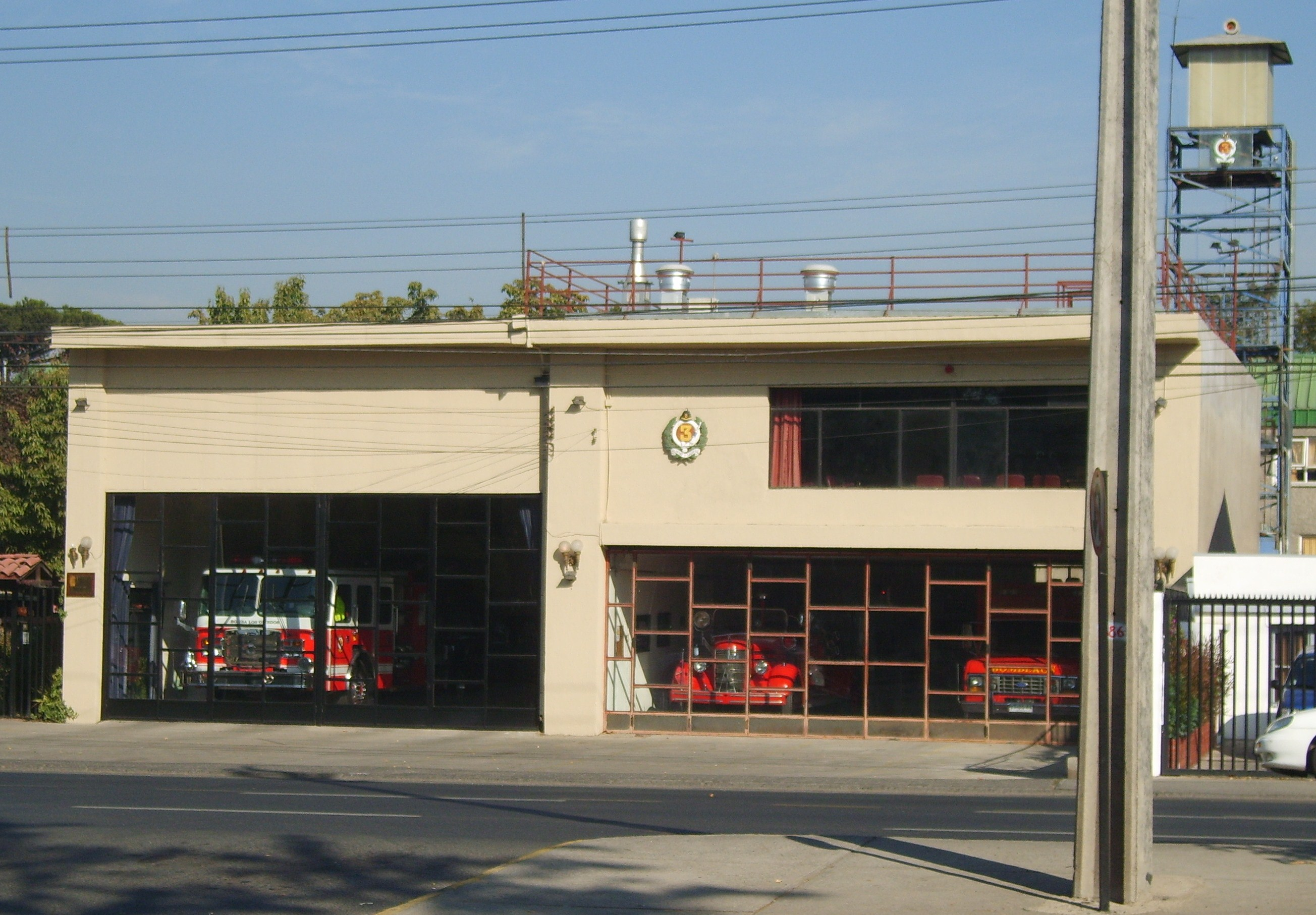
Cuartel de la Tercera Compañía "Bomba Los Guindos"

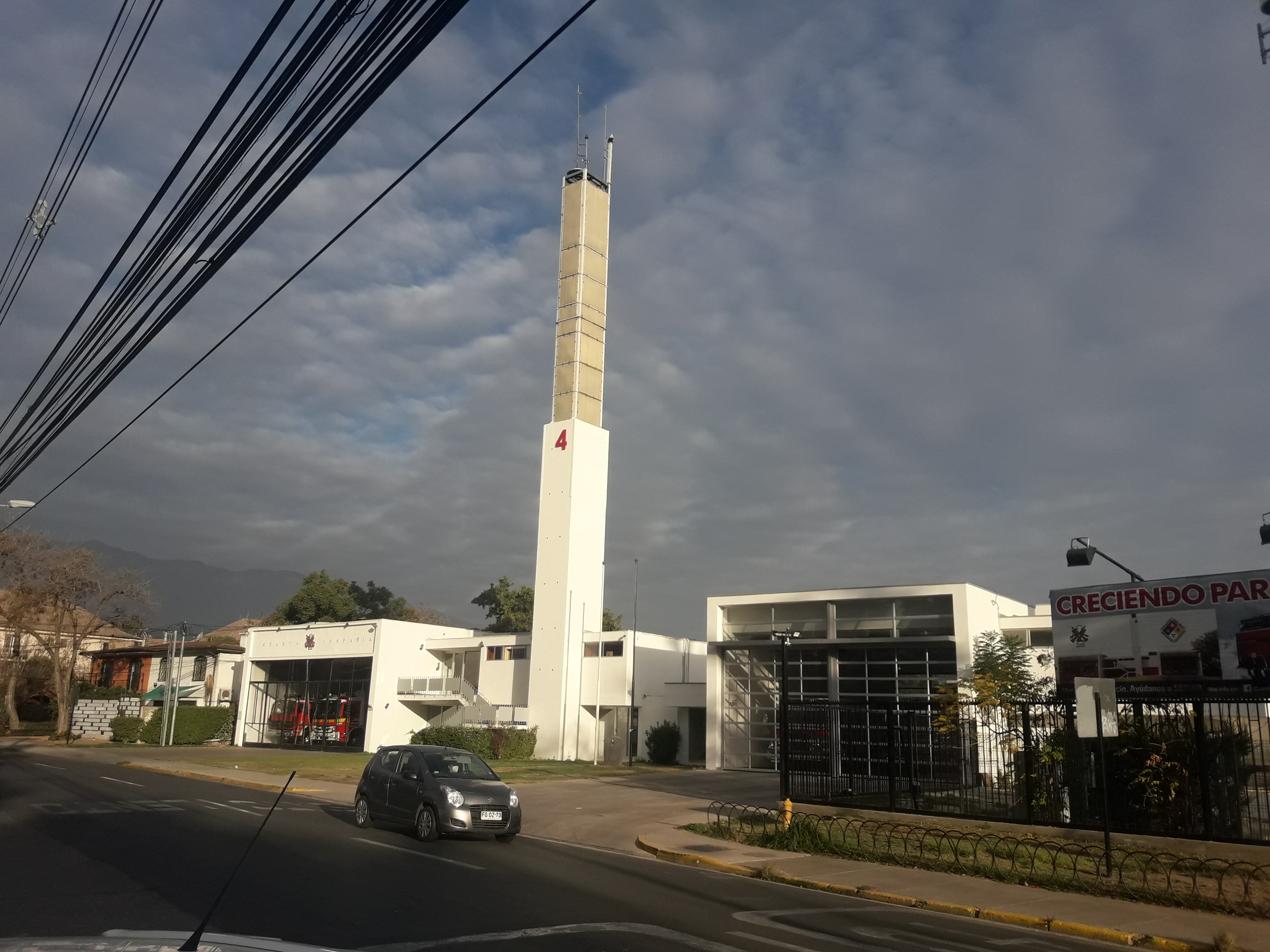
Cuartel de la Cuarta Compañía

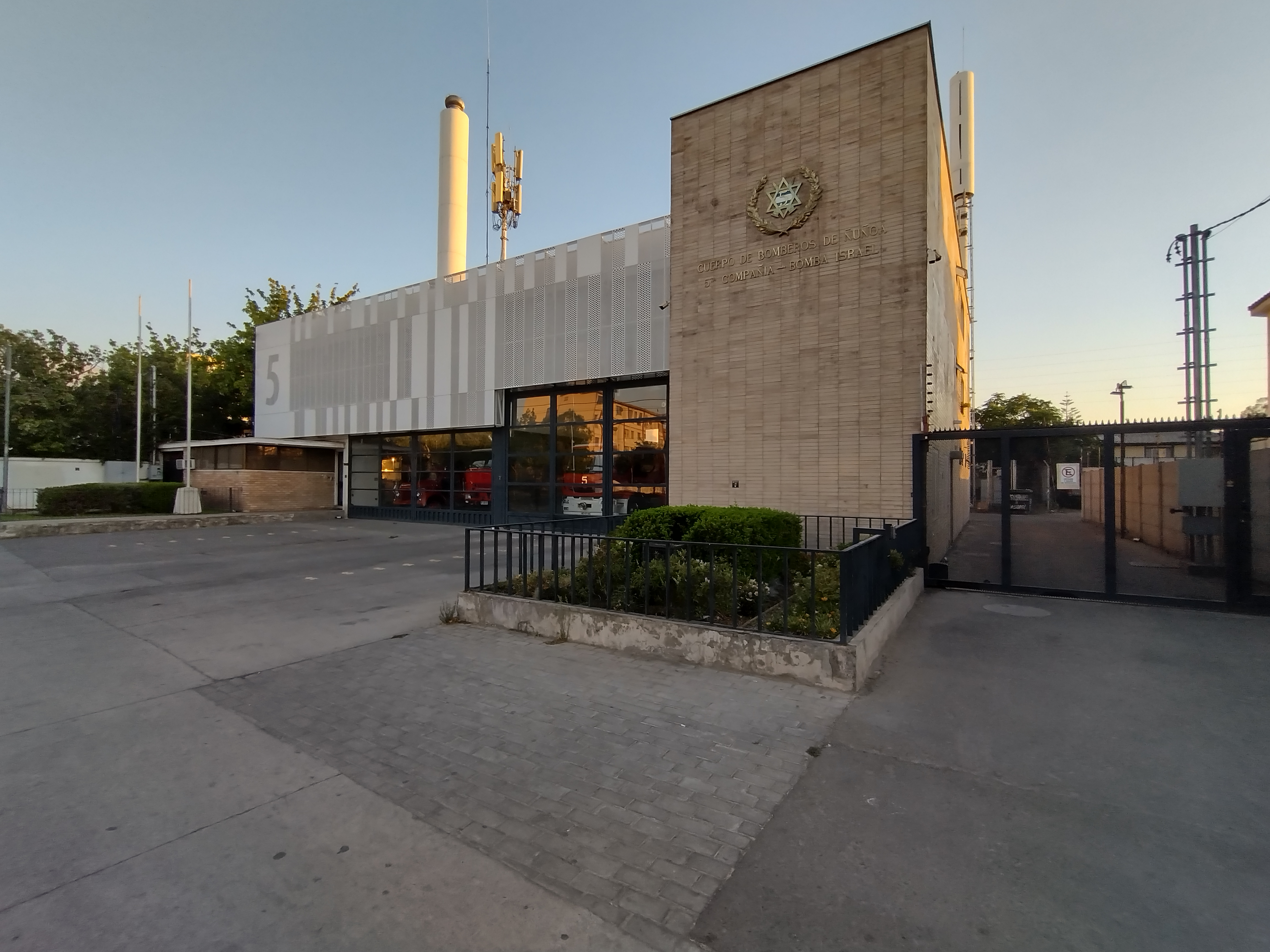
Cuartel de la Quinta Compañía "Bomba Israel"

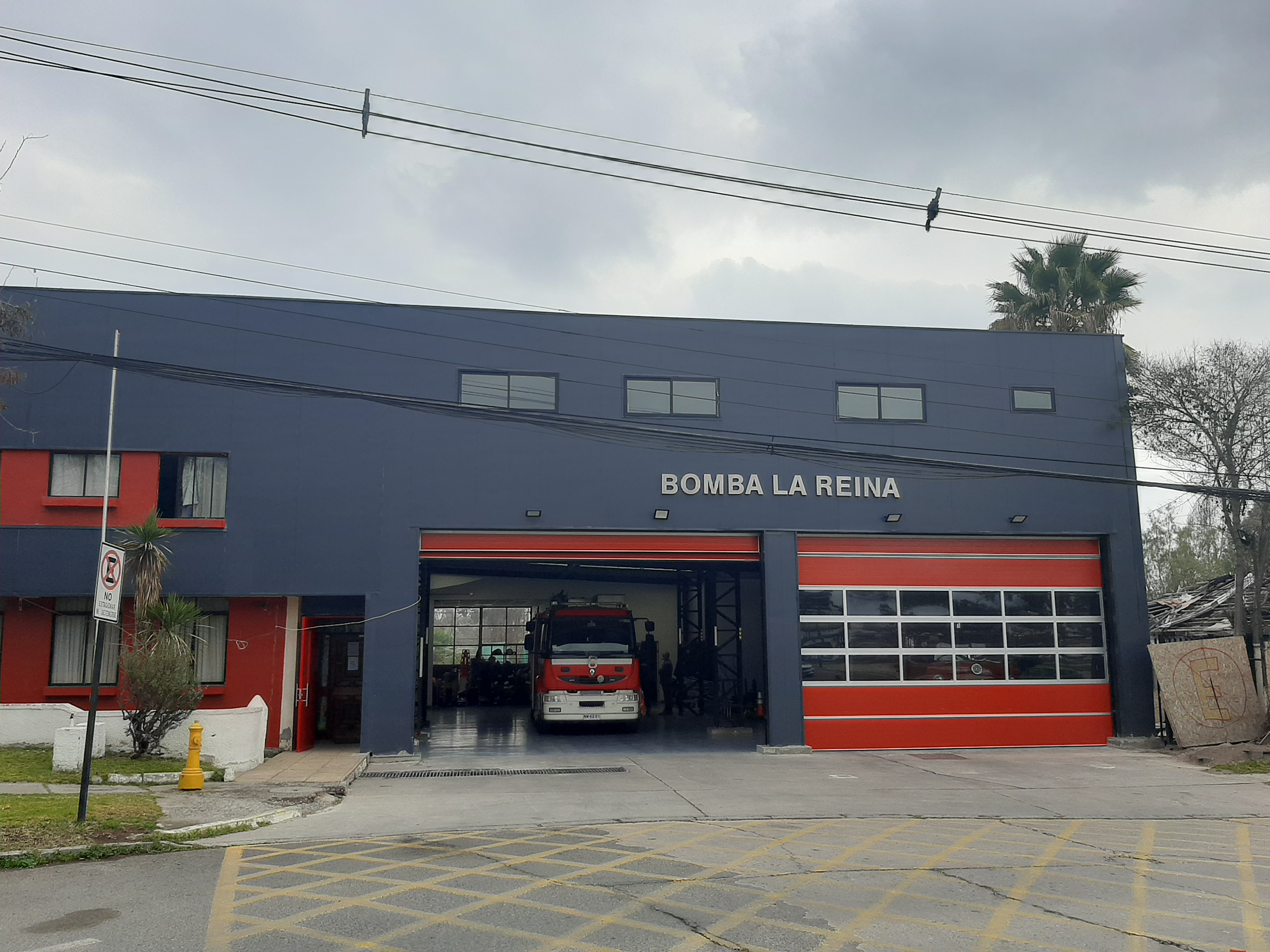
Cuartel de la Sexta Compañía "Bomba La Reina"

| Compañía                               | Fundación               | Especialidad                                                                                                 | Cuartel                          |
| -------------------------------------- | ----------------------- | --- | -------------------------------- |
| Primera Compañía                       | 26 de noviembre de 1933 | - Agua - Rescate vehicular                                                                                   | Capitán Orella #2164 Ñuñoa       |
| Segunda Compañía                       | 8 de diciembre de 1933  | - Escala (Zapadores) - Salvamento - Rescate Vehicular - Rescate Urbano                                       | Antonio Varas #2778 Ñuñoa        |
| Tercera Compañía "Bomba Los Guindos"   | 25 de octubre de 1943   | - Agua - Rescate Vehicular                                                                                   | Av. Ossa #430 Ñuñoa              |
| Cuarta Compañía                        | 4 de agosto de 1952     | - Agua - Materiales Peligrosos - Grandes Incendios                                                           | Echeñique #4257 Ñuñoa            |
| Quinta Compañía "Bomba Israel"         | 5 de agosto de 1954     | - Agua - Rescate Vehicular                                                                                   | Grecia #2483 Ñuñoa               |
| Sexta Compañía "Bomba La Reina"        | 17 de noviembre de 1959 | - Escala (Zapadores) - Rescate Vehicular - Salvamento - Rescate Urbano - Rescate en aguas tormentosas - Agua | Echeñique #8605 La Reina         |
| Séptima Compañía "Bomba Macul"         | 30 de junio de 1962     | - Agua - Rescate Vehicular                                                                                   | Luís Durand #3364 Macul          |
| Octava Compañía "Bomba Peñalolén"      | 1 de diciembre de 1974  | - Agua - Rescate Vehicular - Rescate Urbano                                                                  | Consistorial #2000 Peñalolén     |
| Novena Compañía "Bomba La Florida"     | 17 de noviembre de 1963 | - Agua - Rescate Vehicular                                                                                   | Vicuña Mackenna #8169 La Florida |
| Décima Compañía                        | 10 de octubre de 1993   | - Agua - Escalas (Zapadores)                                                                                 | Colombia #10547 La Florida       |
| Undécima Compañía "Bomba Las Perdices" | 4 de octubre de 1964    | - Agua - Rescate Vehicular                                                                                   | Departamental #3283 La Florida   |

## Competencias Bomberiles

### Competencia Interna Comandante Alberto Ried Silva

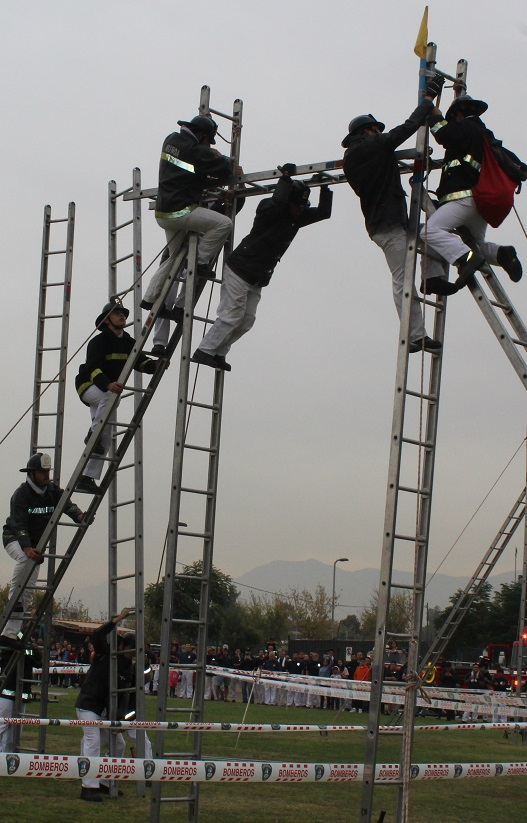
Bomeros de la especialidad "Escalas" sorteando una estructura llamada "Troley".

Desde 1981 se realiza cada dos años la Competencia Interna Comandante Alberto Ried Silva, que mide la velocidad, destrezas y habilidades de las compañías en la especialidad de agua (que deben sortear blancos, desplegando material como mangueras, pitones y uniones en el menor tiempo posible) y de escalas (debiendo sortear obstáculos con escalas y formar figuras con estas para superarlas lo más rápido posible) según compañía sea su especialidad madre respectivamente.
| Año  | Estadio                            | Especialidad Agua | Especialidad de Escalas |
| ---- | ---------------------------------- | ----------------- | ----------------------- |
| 1981 | Estadio Municipal de La Florida    | 3.ª Compañía      | 6.ª Compañía            |
| 1983 |                                    | 4.ª Compañía      | 2.ª Compañía            |
| 1985 |                                    | 4.ª Compañía      | 2.ª Compañía            |
| 1987 | Estadio Municipal de La Reina      | 4.ª Compañía *    | 6.ª Compañía            |
| 1989 |                                    | 4.ª Compañía      | 2.ª Compañía            |
| 2001 | Pista Atlética Estadio Nacional    | 11.ª Compañía     | 2.ª Compañía            |
| 2003 | Pista Atlética Estadio Nacional    | 5.ª Compañía      | 6.ª Compañía            |
| 2005 | Pista Atlética Estadio Nacional    | 5.ª Compañía      | 6.ª Compañía            |
| 2007 | Pista Atlética Estadio Nacional    | 4.ª Compañía      | 2.ª Compañía *          |
| 2009 | Estadio Aldea del Encuentro        | 4.ª Compañía      | 6.ª Compañía            |
| 2011 | Estadio Aldea del Encuentro        | 4.ª Compañía      | 2.ª Compañía            |
| 2013 | Estadio Aldea del Encuentro        | 10.ª Compañía     | 6.ª Compañía            |
| 2015 | Estadio Aldea del Encuentro        | 4.ª Compañía      | 6.ª Compañía *          |
| 2017 | Estadio Aldea del Encuentro        | 1.ª Compañía      | 6.ª Compañía            |
| 2019 | Estadio Aldea del Encuentro        | 3.ª Compañía      | 6.ª Compañía            |
| 2021 | Cancelada por Pandemia de COVID-19 |                   |                         |
| 2024 | Pista Atlética Estadio Nacional    | 4.ª Compañía      | 2.ª Compañía            |
| 2025 | Escuela de carabineros             | 3.ª Compañía      | 6.ª Compañía            |

*Se adjudica la copa para siempre por haberla ganado 3 veces consecutivas o 5 veces alternadas.